# 射影
射影是一个存在于数学及物理学中的概念，存在于集合论、线性代数、几何学以及拓扑学等诸多理念中。在平面几何中，与一个图形相似的图形叫做这个图形的射影。
在三维立体几何中，对图形{\displaystyle A}用“垂直于平面{\displaystyle \alpha }的光线”进行投影，在平面{\displaystyle \alpha }上形成的图像就是图形{\displaystyle A}在平面{\displaystyle \alpha }内的射影。